# フェルナンド・エンリケ・ダ・コンセイソン
フェルナンジーニョ（Fernandinho、费南多）ことフェルナンド・エンリケ・ダ・コンセイソン（Fernando Henrique da Conceição、1993年3月16日 - ）は、ブラジル・サンパウロ州サンパウロ出身のサッカー選手。ポジションはフォワード（FW）。
2019年8月2日付のブラジル連邦官報『Diário Oficial da União』での掲載により中国国籍の取得が明らかになり、ブラジル国籍を正式に離脱した。